# Coubon
Coubon là một xã thuộc tỉnh Haute-Loire nam trung bộ nước Pháp. Xã Coubon nằm ở khu vực có độ cao trung bình 630 mét trên mực nước biển.